# Кубок СССР по лыжным гонкам 1970
2-й Кубок СССР по лыжным гонкам проводился в Бакуриани (Грузинская ССР) с 30 января по 2 февраля 1970 года. Соревнования проводились по четырём дисциплинам — гонки на 15 и 50 км (мужчины), гонки на 5 и 10 км (женщины).

### Мужчины
|                                           | Золото                                 | Серебро                                           | Бронза                                      |
| ----------------------------------------- | -------------------------------------- | ------------------------------------------------- | ------------------------------------------- |
| Гонка на 15 км (30 января). 102 участника | Веденин Вячеслав 54.40 «Динамо» Москва | Скобов Юрий +0.22 Вооруж. Силы Кировская область  | Попов Василий +0.38 Вооруженные Силы Москва |
| Гонка на 50 км (2 февраля). 85 участников | Симашёв Фёдор 2:57.59 «Динамо» Москва  | Коллегов Аркадий +2.06 «Динамо» Кировская область | Веденин Вячеслав +3.00 «Динамо» Москва      |

### Женщины
|                                          | Золото                                       | Серебро                                  | Бронза                                            |
| ---------------------------------------- | -------------------------------------------- | ---------------------------------------- | ------------------------------------------------- |
| Гонка на 5 км (30 января). 71 участница  | Кулакова Галина 18.57 «Труд» Удмуртская АССР | Шебалина Нина +0.18 «Спартак» Ленинград  | Фёдорова Нина +0.19 «Труд» Ленинград              |
| Гонка на 10 км (10 февраля). 70 участниц | Кулакова Галина 36.32 «Труд» Удмуртская АССР | Мягар Ингрид +0.32 «Калев» Эстонская ССР | Олюнина Алевтина +0.37 «Труд» Горьковская область |

## Командные результаты спортивных обществ
| Место | Спортивное общество | Сумма очков |
| ----- | ------------------- | ----------- |
| 1.    | «Труд»              | 421         |
| 2.    | Воорухжённые Силы   | 358         |
| 3.    | «Динамо»            | 350         |

## Командные результаты областей, краев, АССР. Москвы и Ленинграда
| Место | Регион            | Сумма очков |
| ----- | ----------------- | ----------- |
| 1.    | Москва            | 580         |
| 2.    | Ленинград         | 171         |
| 3.    | Кировская область | 140         |